# Geosoziales Netzwerk
Geosoziale Netzwerke sind Formen sozialer Netzwerke, in denen Standortdaten dazu verwendet werden, um zusätzliche soziale Dynamik zu ermöglichen. Von Nutzern freigegebene Standortdaten oder Techniken zur Lokalisierung erlauben es Anbietern solcher Dienste, Nutzern ortsnahe Personen oder Events zu vermitteln und zu empfehlen, die deren Interessen entsprechen.

## Verwendung
Geosoziale Netzwerke erlauben Nutzern, in Bezug zu ihrem momentanen Standort mit Personen oder Orten zu interagieren. Dienste, die Ortsinformationen bereitstellen (z. B. Namen von Straßen, Gebäuden und Parks), können mit georeferenzierten Informationen (Treffpunkte, Konzerte, Diskotheken oder Restaurantbewertungen) abgeglichen werden, um Nutzer mit einem Ort, Event oder einer ortsnahen Gruppe zu verbinden oder einer Gruppe von Nutzern das Entscheiden über eine gemeinsame Aktivität zu ermöglichen. Einige Applikationen in diesem Bereich erlauben es Nutzern, Standortinformationen sowie Empfehlungen für Veranstaltungsorte zu teilen. Andere Applikationen erlauben es, Landkarten mit Sonderzielen (points of interest) zu bearbeiten, um beispielsweise Reiseberichte zu erstellen. 
Bei Katastrophenszenarios können mit Standortdaten versehene Sofortnachrichten potenzielle Gefahren für die allgemeine Öffentlichkeit, wie z. B. entstehende Epidemien aufdecken.
Im Management-Bereich lassen sich geosoziale Netzwerke für das Kulturmanagement nutzen, um dieses mit Social-Media-Management zu verbinden.

## Zusätzliche Funktionen
Alle geosozialen Netzwerke verfügen über spezielle Zusatzfunktionen, die zu einer bloßen Lokalisierung hinzukommen.
Beispiele dafür sind:

### Ad-hoc-Netzwerke
Durch das Etablieren von vermaschten Netzwerken kann die Weiterleitung von Sofortnachrichten über zentrale Server vermieden werden, oder ein Weiterleiten von Standortdaten nur über dieses geschlossene Netz erfolgen.

### Foodsourcing
Foodsourcing ist eine seltene Form des crowdsourcing, bei der Kunden eines Fastfood-Restaurants eigene Menüvorschläge kreieren können.

### Social Mapping
Das gemeinsame Bearbeiten von Online-Karten soll für bessere Orientierung und Zusammenarbeit sorgen.

### Moodsourcing und Mood-Tracking
Moodsourcing ist eine weitere Form des crowdsourcing, bei der Nutzer ihren Gefühlszustand mit einem Emoticon öffentlich machen oder ihnen im Falle des computergestützten Mood-Trackings über Stimmprofile bei Telefonaten, Unregelmäßigkeiten in den Bewegungsprofilen, den Umfang und Inhalt von Posts in sozialen Medien eine Stimmung zugeordnet wird, um z. B. Personen unter psychologischer Behandlung jederzeit unterstützen zu können. Es sind aber auch Fälle bekannt, bei denen Kriminelle über Posts in sozialen Netzwerken erkannt, lokalisiert und festgenommen wurden. Dabei spielt die Deutung der Stimmung, die zu einer tatsächlichen Tatdurchführung notwendig ist, eine wesentliche Rolle.

### Mobile Ticketing
Mit der Verwendung eines Smartphones können Eintritts- und Verkehrstickets online bezogen werden. Neben dem Vorteil der Bequemlichkeit gegenüber dem regulären Erwerb kann durch das Einsparen von Papier die Umwelt geschont werden.

### Social shopping
Durch Verbindung von Social Commerce und Proximity Marketing sollen Kunden Angebote bekommen, wenn sie sich z. B. in der Nähe eines Restaurants oder eines Geschäfts befinden.

### Mobile Dating
Das Arrangieren von romantischen oder sexuellen Treffen wird durch Standortdaten erleichtert.

### Crowdsourcing-Wettervorhersage
In Gegenden mit räumlich stark variierendem Wetter, wie z. B. San Francisco, können mittels crowdsourcing Wettervorhersagen optimiert werden.

## Kritik
Das Sammeln von Standortdaten und Bewegungsprofilen durch App-Entwickler, Internet-Service-Provider und andere Drittparteien ist sehr wahrscheinlich, daher sollte der jeweilige Nutzer über die zumindest zeitweilige Abschaltung von GPS-Funktionen und anderen Ortungsdiensten nachdenken. Jedoch kann der Nutzer über die nicht abschaltbare Verbindung zum GSM-Netz ebenfalls getrackt werden.